# Al-Mesaimeer Sports Club
L'Al-Mesaimeer Sports Club (in arabo نادي المسيمير الرياضي‎?), meglio noto come Al-Mesaimeer, è una società calcistica qatariota con sede a Mesaimeer, un distretto della municipalità di Ar Rayyan. Milita nella Seconda Divisione del campionato qatariota di calcio.

## Palmarès

### Competizioni nazionali
- Campionato qatariota di seconda divisione: 1

2000-2001